# BIJIN&Co.
BIJIN&Co.株式会社（びじんあんどかんぱにー、英文社名：BIJIN&Co. Inc.）は、東京都港区に本社を置く、美人時計を中心としたクロスメディア事業を行っているベンチャー企業である。

## 概要
美人時計は、2009年「美人時計であなたは1分間の恋をする」をコンセプトにして生まれた、手書きのボードを持った360人の若い女性が時間を知らせるインターネットサービス。
サービス立上げ当初、インターネットやテレビで話題になり、2012年現在では、全国から累計5万人を超える多くの若い女性が出演するサービスとなった。
2011年1月には、株式会社ドワンゴとの共同運営により「bijin-tenki」、2012年7月には、新サービス「bijin-topic」をスタートするなど、全国の若い女性をコンテンツとして提供することで、ユーザーが日々利用するライフツールにエンターテイメント付加するサービスを提供している。

### 現在の代表者
- 田中慎也 － 在任期間：2010年（平成22年）5月1日 -

## 沿革
- 2008年10月1日 - フィリアデザインで「美人時計（bijin-tokei）」の企画、制作を開始。
- 2009年1月1日 - フィリアデザインが「美人時計（bijin-tokei）」のサービスを開始。
- 2009年5月1日 - 株式会社美人時計を設立。
- 2009年5月25日 - 「bijin-tokei for iPhone」の販売を開始。
- 2009年5月29日 - フィリアデザインから株式会社美人時計へ「美人時計（bijin-tokei）」運営事業を譲受[2]。
- 2009年6月12日 - 「美人時計 Dashboardウィジェット」の提供を開始。
- 2009年8月17日 - mixiアプリをスタート。
- 2009年9月10日 - ヤフー株式会社と提携し、My Yahoo!の公式コンテンツを提供開始。
- 2009年9月21日 - 株式会社スターダストプロモーション所属のももいろクローバーとタイアップ開始。
- 2009年10月1日 - グッドデザイン賞（ネットワーク領域 - デジタルコンテンツ）を受賞[3]。
- 2009年10月2日 - 大阪版美人時計「kissFM×bijin-tokei」の販売を開始。
- 2009年11月1日 - 「binan-tokei」のサービスを開始。
- 2009年12月3日 - 「GAL-tokei ver.SHIBUYA」のサービスを開始。
- 2009年12月8日 - 「korean-tokei」のサービスを開始。
- 2009年12月9日 - 「circuit-tokei」のサービスを期間限定で開始。
- 2009年12月16日 - 「美人時計 for モバイル」のサービスを開始。
- 2009年12月21日 - 「bijin-tokei ver.KYOTO」、「bijin-tokei ver.HOKKAIDO」、「bijin-tokei ver.night」の販売を開始。
- 2009年12月25日 - 「bijin-tokei ver. PARIS」の販売を開始。
- 2010年1月5日 - ABC朝日放送でテレビ版美人時計（毎週火曜日午前4:00 - 4:55放送）の放送開始[4]（同年7月27日をもって放送終了）。
- 2010年1月8日 - 新宿3丁目のアルタビジョンを使用し、「vision-tokei」を開始。
- 2010年1月25日 - 株式会社ZERO ONE ENTERTAINMENTと提携し、美声時計を販売開始。
- 2010年2月11日 - 「bijin-dog」の販売を開始。
- 2010年3月3日 - 美人時計がメタキャストの「Jingoo」に新コンテンツを提供。
- 2010年3月22日 - 「bijin-cat」の販売を開始。
- 2010年4月1日 - 「bijin-tokei Android」の無料版を提供開始。
- 2010年4月5日 - 「bijin-dog2」を販売開始。
- 2010年4月26日 - 「美人時計」デジタルフォトフレーム対応を販売開始。
- 2010年5月7日 - 株式会社ビーコミュニケーションズが株式会社美人時計の株式を所得。
- 2010年5月11日 - 美人時計の福岡版であるiPhoneアプリ「bijin-tokei ver.Fukuoka」、神戸版であるiPhoneアプリ「bijin-tokei ver.KOBE」を販売開始。
- 2010年5月17日 - 美人時計のペットバージョンであるiPhoneアプリ「bijin-cat2」を販売開始。
- 2010年6月3日 - OCNとタイアップをし「秋田版美人時計」スタート。
- 2010年6月17日 - 美人時計の名古屋版であるiPhoneアプリで販売開始。
- 2010年6月18日 - 福岡版美人時計待ち受けをドワンゴとタイアップし販売開始。
- 2010年7月30日 - PSP専用のライフツール「美人時計ポータブル」を発表（同年8月10日から発売開始）。
- 2010年8月9日 - 株式会社ダーツライブと提携し「bijin COUNT-UP」を制作発表。
- 2010年8月10日 -「bijin-tokei Android」のダウンロード数が10万人を突破。美声時計の第二弾「美声時計2 for iPhone」が発売開始。
- 2010年8月11日 -「美人時計デスクトップガジェット」の提供を無料で開始。
- 2010年8月27日 -「美人時計×dwango.jp」美人時計の公式モバイルサイト「サーキット版」が登場。
- 2010年8月30日 - 滋賀版美人時計であるiPhoneアプリケーション「bijin-tokei ver.shiga」を販売開始。
- 2010年9月17日 -「ガールズアワードジャパン2010 AUTUMN/WINTER」で撮影会を開催。
- 2010年9月29日 -「Nintendo Conference 2010」にて「ニンテンドー3DS」向け「3D美人時計（仮称）」を参考出展。
- 2010年9月30日 -「美声時計2」のiPad版が発売。
- 2010年10月5日 - 台湾版美人時計であるiPhoneアプリ「bijin-tokei ver.taiwan」を販売開始。
- 2010年11月1日 -「JUNON BOY 時計」が期間限定スタート。
- 2010年11月10日 - グロービス・キャピタル・パートナーズから2億790万円の資金調達実施。
- 2012年3月21日 - ニンテンドー3DS向け「美人時計」無料配信開始。
- 2014年1月1日 - BIJIN&Co.株式会社（ビジンアンドカンパニー）へ商号変更。
- 2022年9月30日 - 「美声時計」のサービスを完全終了

## 美人時計（bijin-tokei）
「bijin-tokeiであなたは1分間の恋をする。」というキャッチフレーズの「美人時計」は街角で時刻を手書きしたボードを持つ女性の写真が時間を伝えるサービスである。時計というありふれた機能でありながら、1分毎に写真が切り替わるという演出がされている。写真は自動的に差し替えられ、1日24時間で合計1440枚の画像が表示される。画面の写真右側には、誕生日、血液型、趣味の情報が紹介され、身長、3サイズ、職業を公開しているモデルや自身のブログへリンクを張っているモデルもいる。美人の基準については、毎日新聞の取材に対して「カメラマンやスタッフの好み」とコメントされている。
美人時計のほかにも時刻を手書きしたボードを男性が持つ「美男時計」、韓国人女性が持つ「韓国版美人時計」、ギャルが持つ「ギャル時計」、レースクイーンが持つ「サーキット時計」がある。美人時計のホームページでは、近日、「パリ版美人時計」の公開がアナウンスされている。
「美人時計」のサイトにアクセスすることでコンテンツを見ることができるが、「iGoogle用ガジェット」、「ダッシュボードウィジェット」、「iPhoneアプリ」等のガジェットやアプリケーション等をパソコンやiPhone/iPod touchにインストールすることで自動リロードによる美人時計の表示をさせることもできる。携帯電話端末（美人時計 for モバイル）からも見ることができ、待ち受け画面として使用できる機能を持ち備えている。

### タイアップ企画
各メディアでの話題や知名度の上昇により、サイトへのアクセス数やガジェット等の利用者数が増加するにつれて、日本マクドナルド、日本旅行、麒麟麦酒株式会社（キリンビール）、Kiss-FM KOBE、渋谷パルコ及びNYLON JAPAN、サイバーエージェント等の大手企業との提携やクロスメディア広告のタイアップが増加している。
一方、同社のサービスを模造したコンテンツも出始めている。

### アクセス・ダウンロード数
- 月間アクセス数：500万アクセス（2009年9月3日時点[13]）
- 月間ページビュー（PV）：2億PV（2009年11月4日時点）
- iGoogle用のガジェット利用者：20万人強（2009年11月19日時点[14]）

## サービス

### ウェブブラウザ
| サービス名                       | サービス開始年月日                 | 内容                                      | 提携企業                             |
| -------------------------------- | ---------------------------------- | ----------------------------------------- | ------------------------------------ |
| bijin-tokei（美人時計）          | 2009年1月1日                       | 2009年5月、フィリアデザインから運営を譲受 |                                      |
| binan-tokei（美男時計）          | 2009年11月1日                      | 美人時計の男性版                          |                                      |
| GAL-tokei（ギャル時計）          | 2009年12月2日                      | 美人時計のギャル版                        | オゾンネットワーク                   |
| korean-tokei（韓国版美人時計）   | 2009年12月8日                      | 美人時計の韓国人女性版                    | 株式会社メガコムズ、株式会社ジャポン |
| circuit-tokei（サーキット時計）  | 2009年12月9日 （期間限定サービス） | 美人時計のレースクイーン版                | Qブロ! 運営委員会                    |
| bijin-tokei（美人時計）in 北海道 | 2010年1月14日                      | 美人時計の北海道版                        |                                      |
| bijin-tokei（美人時計）in 仙台   | 2010年4月30日                      | 美人時計の仙台版                          |                                      |
| bijin-tokei（美人時計）in 香港   | 2010年5月28日                      | 美人時計の香港版                          |                                      |
| bijin-tokei（美人時計）in 神戸   | 2010年8月18日                      | 美人時計の神戸版                          |                                      |
| bijin-tokei（美人時計）in 京都   | 2010年8月27日                      | 美人時計の京都版                          |                                      |
| bijin-tokei（美人時計）in 金沢   | 2010年9月1日                       | 美人時計の金沢版                          |                                      |
| bijin-tokei（美人時計）in 福岡   | 2010年9月1日                       | 美人時計の福岡版                          |                                      |
| bijin-tokei（美人時計）in 岡山   | 2010年9月5日                       | 美人時計の岡山版                          | KSB瀬戸内海放送と業務提携。          |
| circuit-tokei（サーキット時計）  | 2010年9月14日                      | 美人時計のレースクイーン2010年版          |                                      |
| bijin-tokei（美人時計）in 香川   | 2010年9月17日                      | 美人時計の香川版                          |                                      |
| bijin-tokei（美人時計）in 名古屋 | 2010年10月1日                      | 美人時計の名古屋版                        |                                      |
| bijin-tokei（美人時計）in 鹿児島 | 2010年11月11日                     | 美人時計の鹿児島版                        |                                      |
| bijin-tokei（美人時計）in 熊本   | 2011年6月20日                      | 美人時計の熊本版                          | KAB熊本朝日放送と業務提携。          |
| bijin-tokei（美人時計）in 埼玉   | 2011年7月7日                       | 美人時計の埼玉版                          |                                      |

### iPhone/モバイル
| サービス名                                               | サービス開始年月日 | 内容 | 提携企業                 |
| -------------------------------------------------------- | ------------------ | --- | ------------------------ |
| bijin-tokei for iPhone/iPod Touch（美人時計 for iPhone） | 2009年5月25日      | iPhone/iPod Touch用のアプリケーションでApp Storeから350円（税別）で購入できる。 iPhoneだけの追加機能として、「指定した時間を知らせてくれるアラーム機能」や 「画像ダウンロード機能」を備え、フォトライブラリーに保存し、待ち受け画像にすることも可能。 |                          |
| kissFM×bijin-tokei（大阪版美人時計）                     | 2009年10月2日      | 美人時計 for iPhone の大阪版 App Storeから350円（税別）で購入できる。 | Kiss-FM KOBE             |
| 美人時計 for モバイル（美人時計公式モバイルサイト）      | 2009年12月16日     | 「美人時計FLASH待受」や「FLASH待受カレンダー」と待受画面としても使用できる。 | ドワンゴ                 |
| bijin-tokeiバージョン北海道 （北海道版美人時計）         | 2009年12月21日     | 美人時計 for iPhone の北海道版 App Storeから350円（税別）で購入できる。 | ビーコミュニケーションズ |
| bijin-tokeiバージョン京都（京都版美人時計）              | 2009年12月21日     | 美人時計 for iPhone の京都版 App Storeから350円（税別）で購入できる。 |                          |
| bijin-tokei ver.NIGHT（bijin-tokei×西麻布alife）         | 2009年12月22日     | 美人時計 for iPhone のクラブ版 App Storeから350円（税別）で購入できる。 | クラブハウス 西麻布alife |
| bijin-tokei ver. paris（フランス・パリ版美人時計）       | 2009年12月25日     | 美人時計 for iPhone のフランス人女性版 App Storeから350円（税別）で購入できる。 |                          |
| bisei-tokei（美声時計）                                  | 2010年1月25日      | 声優による美人時計。画像だけでなく音声も収録されている。iPhone用。 App Storeかから900円（税別）で購入できる。 | ZERO ONE ENTERTAINMENT   |
| bijin-dog（美人ドッグ）                                  | 2010年2月11日      | 鼻デカペットの写真家森田米雄による鼻デカ美人時計。iPhone用。 App Storeから450円（税別）で購入できる。 | 株式会社キャメルスタジオ |
| bisei-tokei2（美声時計2）                                | 2010年10月31日     | 声優による美人時計。画像だけでなく音声も収録されている。iPhone用。 App Storeから850円（税別）で購入できる。 | ZERO ONE ENTERTAINMENT   |
| 美声時計.R                                               | 2011年9月22日      | 声優による美人時計。画像だけでなく音声も収録されている。iPhone用。 App Storeから850円（税別）で購入できる。 | ZERO ONE ENTERTAINMENT   |

### ウィジェット/ガジェット
| サービス名                                   | サービス開始年月日                    | 内容                                                                       | 提携企業 |
| -------------------------------------------- | ------------------------------------- | -------------------------------------------------------------------------- | -------- |
| 美人時計 ダッシュボードウィジェット          | 2009年6月12日                         | AppleのMac画面に美人時計を自動リロードで表示させるためのウィジェット       |          |
| 美人時計 for mixi                            | 2009年8月27日                         | mixiのマイページに自動リロードで美人時計を表示させるためのアプリケーション | ミクシィ |
| My Yahoo! 公式コンテンツ美人時計 bijin-tokei | 2009年9月10日                         | My Yahoo!のページに自動リロードで美人時計を表示させるためのウィジェット    | ヤフー   |
| 美男時計 for mixi                            | 2009年11月2日                         | mixiのマイページに自動リロードで美人時計を表示させるためのアプリケーション | ミクシィ |
| 美人時計 iGoogleガジェット                   | サービス中 （サービス開始年月日不明） | iGoogleに自動リロードで美人時計を表示するためのガジェット                  |          |
| 美男時計 iGoogleガジェット                   | サービス中 （サービス開始年月日不明） | iGoogleに自動リロードで美男時計を表示するためのガジェット                  |          |

### TV
| サービス名                          | サービス開始年月日     | 内容 | 提携企業       |
| ----------------------------------- | ---------------------- | --- | -------------- |
| bijin-tokei×ABC（テレビ版美人時計） | 2010年1月4日 - 7月26日 | 関西2府4県で、毎週火曜日午前4:00 - 4:55に放送。 BGMは毎月一組のアーティストの楽曲2、3曲をリピート（一部時間帯を除く）。 月曜日の全番組放送終了後にも放送（同時間帯のBGMはインストゥルメンタル）。 | 朝日放送       |
| vision-tokei                        | 2010年1月8日           | 新宿3丁目のアルタビジョンに「vision-tokei」の放映を開始 | スタジオアルタ |

## 写真の特徴
基本的には、1人のモデルが時間ボードを身体の前、頭の上、身体の下、顔の横に持つ4ポーズを撮影した写真が使用され、1人のモデルにつき4分で4枚（1分につき1枚）の写真が表示される（1人のモデルで1枚だけ等の例外は存在する）。
モデルは、サービス開始直後は街頭にて出演の承諾を得た一般人だけであったが、企業とのタイアップや知名度が上がるに連れて、上原美優、マリエ、愛内里菜など芸能人の出演も増えている。ニコニコ動画で話題になった踊り手のモデル（DANCEROID・1年25組など）が登場することもある。『週刊プレイボーイ 48号』（集英社 2009年11月16日）に掲載された原紗央莉の出演は実現していない。後日、週刊プレイボーイは、美人時計側の判断で写真の配信を見合わせている旨と記事内容とは異なる可能性があることをお詫びと訂正記事として伝えている。

### モデル

#### 美人時計
| 出演芸能人 | 出演年月日                                                                                                 | 時間帯                                                | 提携企業・タイアップ                                                                                                  |
| --- | --- | ----------------------------------------------------- | --- |
| あべみほ | | 20:56 - 20:59                                         | 北海道版 |
| はるな梢 | |                                                       | |
| 鮎川なお | | 00:16 - 00:19                                         | |
| 上原美優 | | 11:58, 11:59, 20:58, 20:59, 22:58, 22:59, 23:55       | |
| マリエ | | 14:56, 14:57                                          | ギルトグループ |
| 葛岡碧 | | 02:32 - 02:35, 14:32 - 14:35,                         | |
| 栗山夢衣 | 2009年7月15日                                                                                              | 21:20 - 21:23                                         | |
| ももいろクローバー | 2009年9月21日                                                                                              | 8時台 - 14時台の 28分 - 31分                          | スターダストプロモーション                                                                                            |
| 愛内里菜 | 2009年12月16日                                                                                             | 10時台と22時台                                        | 「ALL SINGLES BEST 〜THANX 10th ANNIVERSARY〜」リリース記念                                                           |
| 徳澤直子 | 2009年12月24日                                                                                             | 17:28 - 17:31， 1:24 - 1:27                           | リバプール |
| 高杉さと美 | 2010年1月6日 - 1月31日 2010年6月8日・15日・22日・29日、7月6日・13日・20日・27日（「bijin-tokei×ABC」のみ） | 3:56 - 3:59 （「bijin-tokei×ABC」のみ）               | アルバム『MASCARA』（「bijin-tokei×ABC」出演時のみ）                                                                  |
| 米倉涼子 林丹丹 永池南津子 | 2010年1月22日 - 2月11日                                                                                    | 12:00 - 12:30                                         | 映画『交渉人 THE MOVIE タイムリミット高度10,000mの頭脳戦』                                                            |
| 仲里依紗 | 2010年1月26日 - 2月25日                                                                                    | 期間中の毎日4分間 （うち3日間は同一時間に出現）       | 映画『時をかける少女』（スペシャル企画「時をかける少女をさがせ!!」）                                                  |
| 喜多ゆかり （ABCアナウンサー） | 2010年2月2・9・16・23日                                                                                    | 4:40 - 4:43                                           | 朝日放送（「bijin-tokei×ABC」のみ出演）                                                                               |
| 益若つばさ | 2010年2月21日 -                                                                                            |                                                       | |
| 南明奈 | 2010年2月27日 -                                                                                            |                                                       | |
| 八木亜希子 | 2010年2月27日 -                                                                                            |                                                       | |
| 友近 | 2010年3月2・9・16・23・30日                                                                                | 4:04 - 4:07                                           | 朝日放送（「bijin-tokei×ABC」のみ出演）                                                                               |
| 桂紗綾 （ABCアナウンサー） | 2010年3月2・9日                                                                                            | 4:40 - 4:43                                           | 朝日放送（「bijin-tokei×ABC」のみ出演）                                                                               |
| 喜多ゆかり 乾麻梨子 八塚彩美 （いずれもABCアナウンサー） | 2010年3月16・23・30日                                                                                      | 4:40 - 4:43                                           | 朝日放送（「bijin-tokei×ABC」のみ出演）                                                                               |
| 稲生美紀 大橋沙代子 清水ゆう子 | 2010年4月22日 - 5月22日 2010年5月4日・11日・18日・25日・6月1日（「bijin-tokei×ABC」のみ）                  | 16:00 - 17:04 3:56 - 3:59 （「bijin-tokei×ABC」のみ） | 映画『ゼブラーマン -ゼブラシティの逆襲-』                                                                             |
| 多田愛佳 倉持明日香 小嶋陽菜 指原莉乃 篠田麻里子 高城亜樹 高橋みなみ 前田敦子 前田亜美 板野友美 秋元才加 大島優子 小野恵令奈 仁藤萌乃 峯岸みなみ 宮澤佐江 河西智美 柏木由紀 北原里英 小森美果 佐藤すみれ 宮崎美穂 渡辺麻友 （いずれもAKB48） 松井珠理奈 松井玲奈 （いずれもSKE48） | 2010年5月10日 - 6月9日                                                                                     | 9:30 - 9:59，11:00 - 13:59， 18:00 - 18:59            | カゴメ「野菜一日これ一本」（AKB48 in 美人時計）                                                                       |
| 阪井あゆみ | 2010年6月8日・15日・22日・29日                                                                             | 4:00 - 4:03                                           | シングル「ex-lover」・アルバム『Precious』（「bijin-tokei×ABC」のみ出演）                                             |
| さくらまや | 2010年 |                                                       | 映画『それいけ!アンパンマン ブラックノーズと魔法の歌』『それいけ!アンパンマン はしれ!わくわくアンパンマングランプリ』 |
| SUPER☆GiRLS | 2012年4月11日 -                                                                                            |                                                       | |
| Cheeky Parade | 2012年4月27日 -                                                                                            |                                                       | |

#### 美男時計
| 出演芸能人                         | 出演年月日              | 時間帯        | 提携企業・タイアップ                                       |
| ---------------------------------- | ----------------------- | ------------- | ---------------------------------------------------------- |
| 陣内孝則 筧利夫 高知東生 塚地武雅  | 2010年1月22日 - 2月11日 | 21:00 - 21:30 | 映画『交渉人 THE MOVIE タイムリミット高度10,000mの頭脳戦』 |
| 哀川翔 ガダルカナル・タカ 田中直樹 | 2010年4月22日 - 5月22日 | 16:00 - 17:04 | 映画『ゼブラーマン -ゼブラシティの逆襲-』                  |
| A.J.（バックストリートボーイズ）   | 2010年6月30日 -         |               | 「bidan-tokei×AJ McLean Flash(R)待受」                     |

#### 美声時計
いずれも青二プロダクション所属の声優である。
- 野中藍
- 鹿野優以
- 神田朱未
- 広橋涼
- 浅野真澄
- 金田朋子
- 佐藤聡美
- 桑島法子
- 相沢舞
- 斉藤佑圭
- 白石涼子
- 伊藤かな恵

#### 美声時計2
- 小林ゆう
- 今野宏美
- 井上麻里奈
- 甲斐田裕子
- 田中理恵
- 後藤邑子
- 藤村歩
- たかはし智秋
- 後藤沙緒里
- 小清水亜美
- 阿澄佳奈
- 今井麻美

#### 美声時計.R
- 茅原実里
- 喜多村英梨
- 沢城みゆき
- 加藤英美里
- 伊藤静
- 名塚佳織
- 皆口裕子
- 三上枝織
- 津田美波
- 松来未祐
- 井上喜久子
- 金元寿子

#### カメラマン
美人時計に参加したカメラマン
- 堀江貴文
- 高杉さと美

## アクセス
- 都営大江戸線 赤羽橋駅 赤羽橋口出口 徒歩3分
- 都営三田線 芝公園駅 A4出口 徒歩7分

### 関連用語
- クロスメディア
- ページビュー
- ダッシュボード
- ウィジェット
- ガジェット